# Гислер, Кристиан
Кристиан «Speesy» Гислер (нем. Christian Giesler, 4 июля 1970 года, Германия) — бывший бас-гитарист группы Kreator. Он был членом группы с 1994 по 2019 год, участвовал в записи восьми студийных альбомов с Kreator, от Cause for Conflict (1995) до Gods of Violence (2017).

## Карьера
На момент своего ухода он являлся бас-гитаристом, который провел в группе наибольшее количество времени, превзойдя Роба Фиоретти, который был частью группы в течение 10 лет. Отличительной чертой Гислера является игра в стиле fingerstyle для живых выступлений, в то время как Фиоретти и его последователь Фредерик Леклер, использовали медиатор для игры на гитаре.
Первоначально Гислер использовал обычную бас-гитару Джексона Рэнди Роудса. Однако с 2016 года он начал поддерживать гитары ESP с пользовательской бас-гитарой, а также AX-104.

## Дискография
- Cause for Conflict (1995)
- Outcast (1997)
- Endorama (1999)
- Violent Revolution (2001)
- Enemy of God (2005)
- Hordes of Chaos (2009)
- Phantom Antichrist (2012)
- Gods of Violence (2017)[3]